# Sadova Nouă
Sadova Nouă – wieś w Rumunii, w okręgu Caraș-Severin, w gminie Slatina-Timiș. W 2011 roku liczyła 259 mieszkańców. 